# 第21回先進国首脳会議

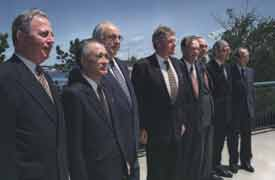
サミットに出席した各国首脳

第21回先進国首脳会議（だい21かいせんしんこくしゅのうかいぎ）は、1995年6月15日から17日までカナダのハリファックスで開催された先進国首脳会議。通称ハリファックス・サミット。

## 出席首脳
- ジャン・クレティエン（議長・カナダ首相）
- ヘルムート・コール（ドイツ首相）
- ジョン・メージャー（イギリス首相）
- ビル・クリントン（アメリカ合衆国大統領）
- ジャック・シラク（フランス共和国大統領）
- ランベルト・ディーニ（イタリア首相）
- 村山富市（日本国内閣総理大臣）
- ジャック・サンテール（欧州委員会委員長）

## 各国首脳肖像

### G7コアメンバー

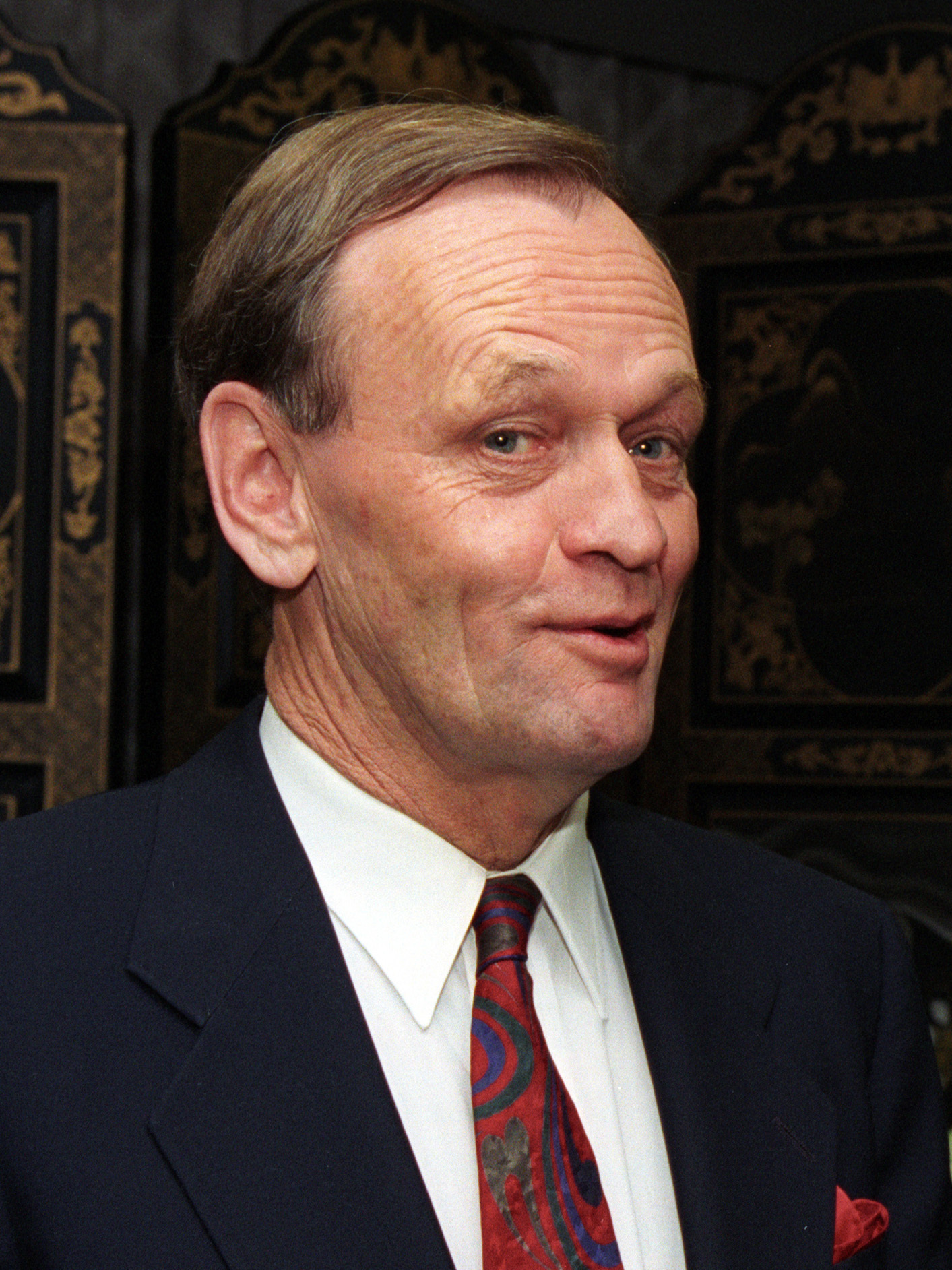
カナダ ジャン クレティエン, カナダ首相  (ホスト)
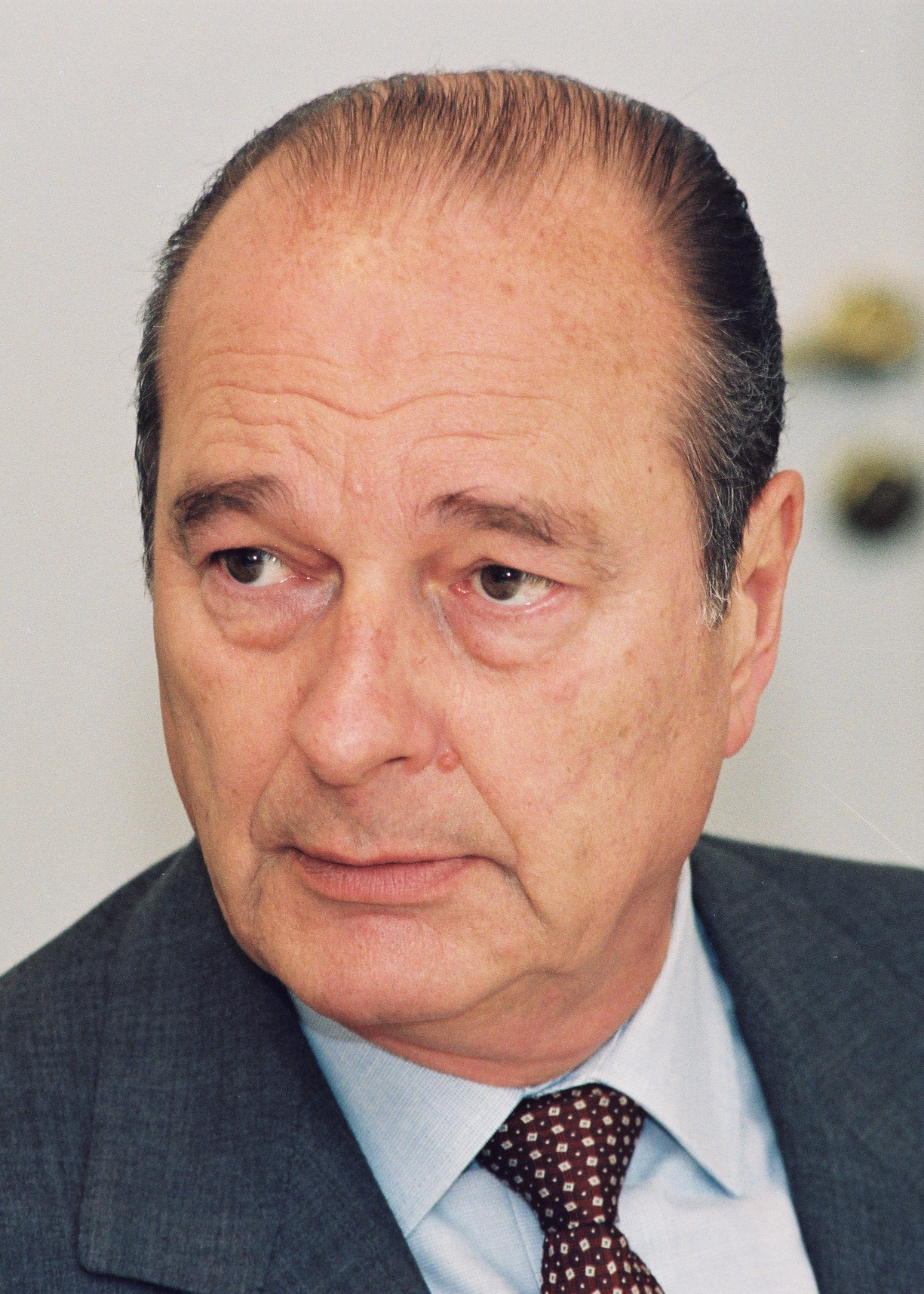
フランス ジャック シラク, フランス大統領
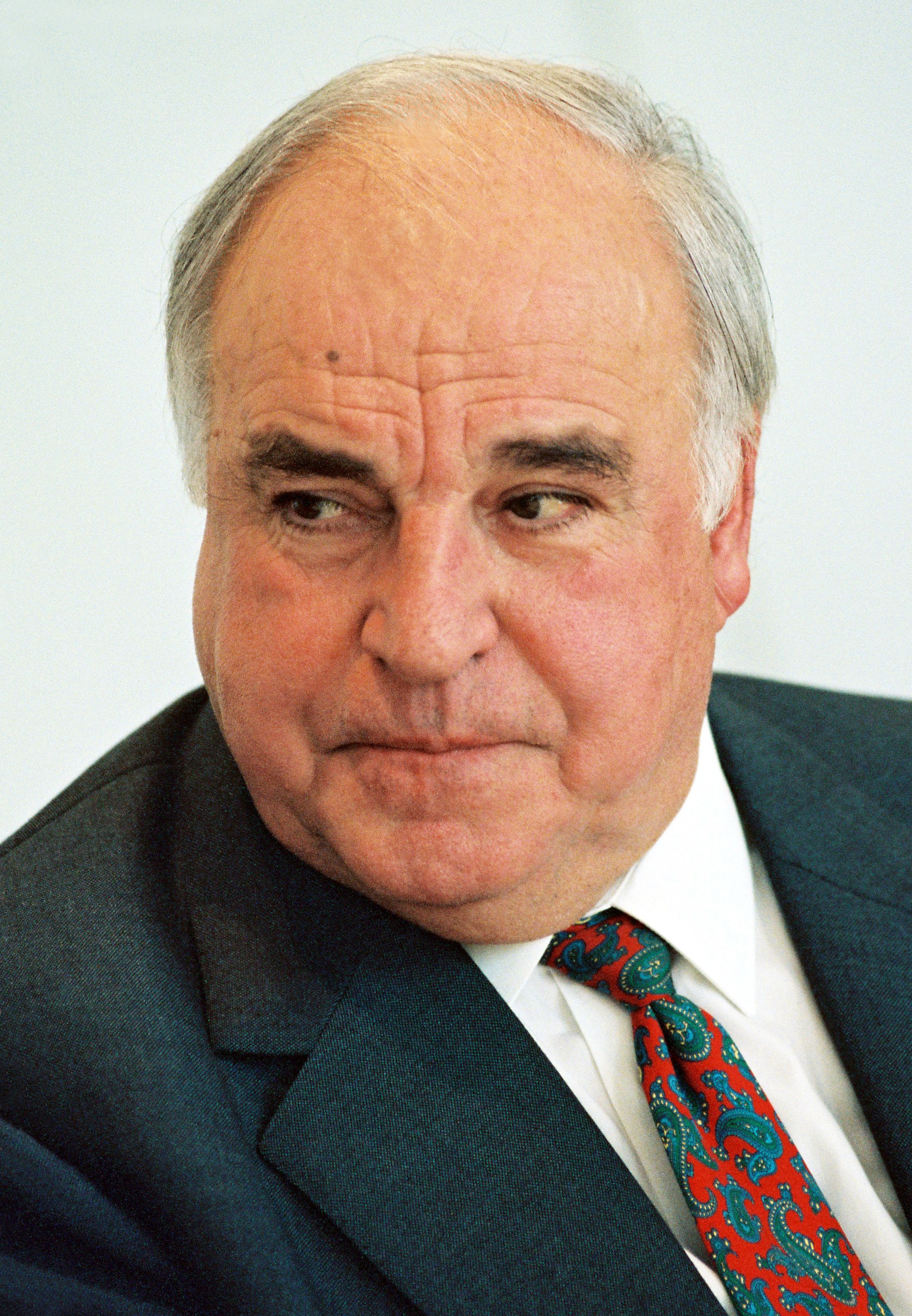
ドイツ ヘイルムート コール  , ドイツ首相
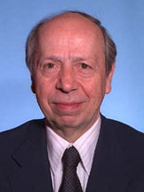
イタリア ランベルト ディーニ, イタリア首相
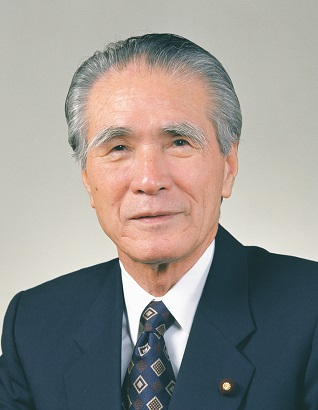
日本国 村山富市, 内閣総理大臣
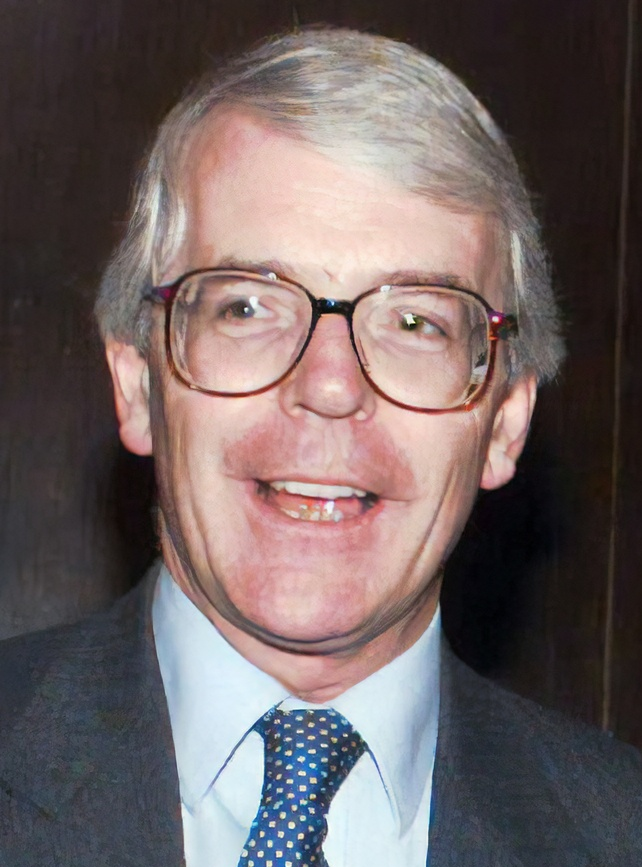
英国 ジョン メジャー, 英国首相
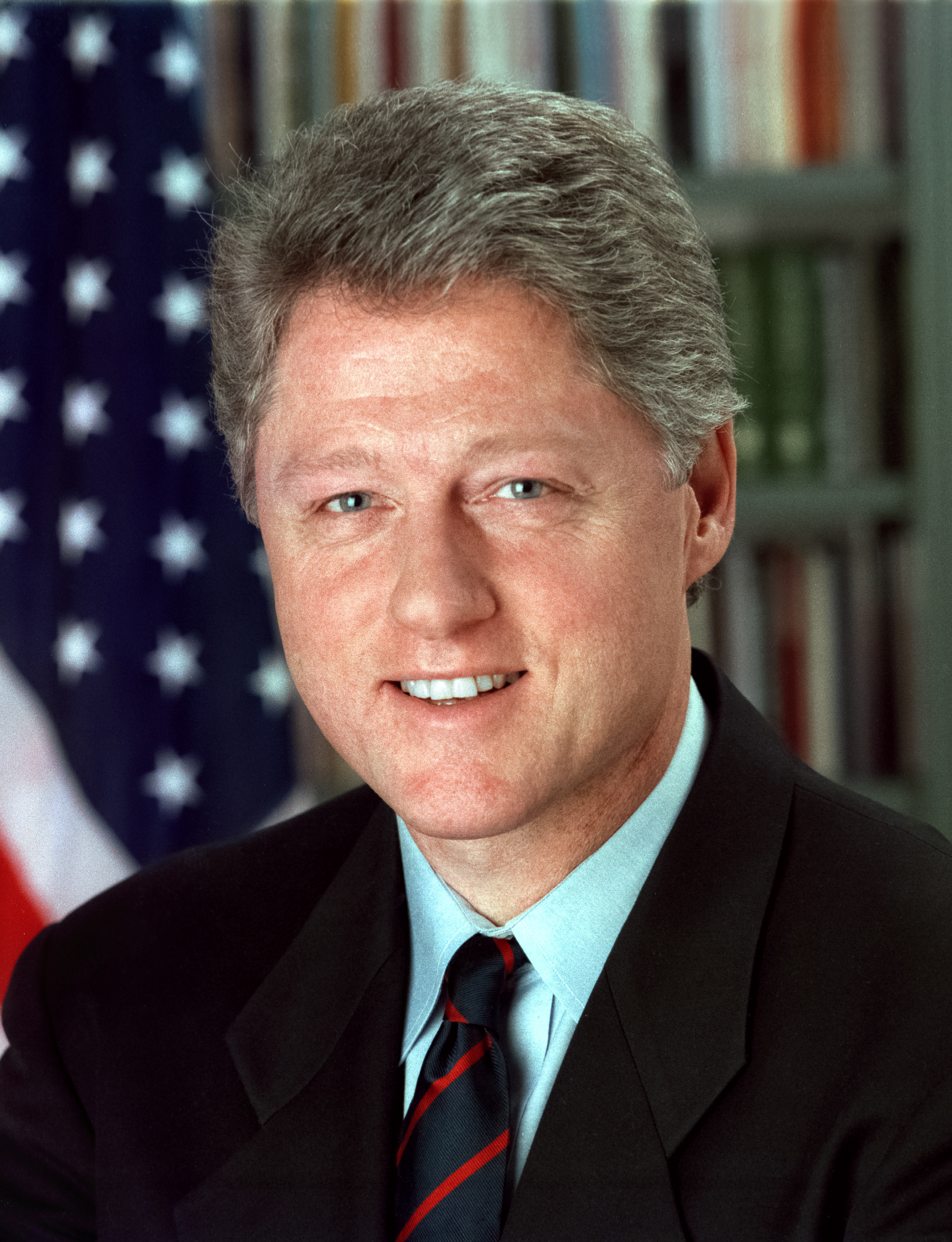
米国 ビル クリントン, 合衆国大統領